# پاور دی‌وی‌دی
پاوردی‌وی‌دی (به انگلیسی: PowerDVD) یک دستگاه پخش رسانه ای جهانی برای دیسک های فیلم، فایل های ویدئویی، عکس ها و موسیقی است. آخرین نسخه پاوردی‌وی‌دی ۱۸ منتشر شده در تاریخ ۱۸ آوریل ۲۰۱۸ منتشر شد که شامل پشتیبانی از فرمت جدید دیسک Ultra HD Blu-ray می باشد. در طول سال ۲۰۱۶، پاوردی‌وی‌دی برای انتشار دیسک های Blu-ray Ultra HD از Blu-ray Disc Association (BDA) گواهی گرفت و اولین و تنها برنامه نرم‌افزاری در جهان برای تصویب پروتکل BD-ROM 4.0 PC Application Software شد. 

## تاریخچه نسخه
| نسخه  | تاریخ انتشار | تاریخ EOL  | آخرین پچ              |
| ----- | ------------ | ---------- | --------------------- |
| ۱۹    | 2019-04-16   |            | N / A                 |
| ۱۸    | 2018-04-18   |            | ۲۰۱۹-۰۳-۲۰، ساخت ۲۷۰۵ |
| ۱۷    | 2017-04-11   |            | ۲۰۱۹-۰۱-۰۱، ساخت ۳۶۰۵ |
| ۱۶    | 2016-04-13   |            | ۲۰۱۷-۱۱-۱۳، ساخت ۳۴۰۳ |
| ۱۵    | 2015-04-14   |            | ۲۰۱۷-۱۱-۲۸، ساخت ۴۶۳۰ |
| ۱۴    | 2014-04-08   |            | ۲۰۱۸-۰۱-۰۲، ساخت ۸۴۱۳ |
| ۱۳    | 2013-04-02   |            | ۲۰۱۸-۰۴-۲۲، ساخت ۸۷۰۳ |
| ۱۲    | 2012-01-31   |            | ۲۰۱۸-۰۴-۲۲، ساخت ۸۷۰۵ |
| ۱۱    | 2011-04-18   | 2015-09-08 | ۲۰۱۴-۰۲-۲۵، ساخت ۵۰۱۲ |
| ۱۰    | 2010-03-17   | 2015-09-08 | ۲۰۱۳-۱۲-۱۱، ساخت ۵۸۱۶ |
| ۹     | 2009-03-02   | 2015-09-08 | ۲۰۱۱-۰۵-۱۸، ساخت ۴۱۰۵ |
| ۸     | 2008-04-02   | 2010-04    | ۲۰۱۰-۰۴-۲۱، ساخت ۳۲۲۸ |
| ۷     | 2006-05-04   | 2009       | ۲۰۰۸-۰۱-۰۴، ساخت ۳۶۱۳ |
| ۶     | 2004-11-08   |            | ۲۰۰۷-۱۱-۱۲، ساخت ۳۴۳۰ |
| ۵     | 2003-06-18   |            | ۲۰۰۷-۱۱-۱۲، ساخت ۳۴۳۰ |
| XP XP | 2001-11-05   |            | ۲۰۰۳-۰۸-۲۲            |
| ۳٫۰   | 2000-11-06   |            | ۲۰۰۱-۱۰-۱۵            |
| ۲٫۵   | 1999-12      |            | ۲۰۰۰-۰۳-۲۳، v2.55     |
| ۱     | ۱۹۹۷         |            |                       |